# Liste der Bodendenkmäler in Schwebheim
Auf dieser Seite sind die Bodendenkmäler in der unterfränkischen Gemeinde Schwebheim zusammengestellt. Diese Tabelle ist eine Teilliste der Liste der Bodendenkmäler in Bayern. Grundlage ist die Bayerische Denkmalliste, die auf Basis des Bayerischen Denkmalschutzgesetzes vom 1. Oktober 1973 erstmals erstellt wurde und seither durch das Bayerische Landesamt für Denkmalpflege geführt wird. Die folgenden Angaben ersetzen nicht die rechtsverbindliche Auskunft der Denkmalschutzbehörde.

## Bodendenkmäler der Gemeinde Schwebheim

### Bodendenkmäler in der Gemarkung Grettstadt
| Lage                  | Objekt                                              | Akten-Nr.     | Bild |
| --------------------- | --------------------------------------------------- | ------------- | ---- |
| Grettstadt (Standort) | Siedlung vor- und frühgeschichtlicher Zeitstellung. | D-6-6027-0121 |      |

### Bodendenkmäler in der Gemarkung Schwebheim
| Lage                  | Objekt | Akten-Nr.     | Bild |
| --------------------- | --- | ------------- | ---- |
| Schwebheim (Standort) | Brandgräber der Hallstattzeit, heute weitestgehend überbaut. | D-6-5927-0084 |      |
| Schwebheim (Standort) | Siedlung der römischen Kaiserzeit und Wüstung des frühen und hohen Mittelalters. | D-6-6027-0089 |      |
| Schwebheim (Standort) | Siedlung der frühen Latènezeit und der frühen römischen Kaiserzeit, heute weitestgehend überbaut. | D-6-6027-0090 |      |
| Schwebheim (Standort) | Siedlung der Urnenfelderzeit sowie Siedlung und Brandgräber der frühen Latènezeit. | D-6-6027-0091 |      |
| Schwebheim (Standort) | Siedlung der Bronzezeit. | D-6-6027-0092 |      |
| Schwebheim (Standort) | Bestattungsplatz mit verebneten Grabhügeln vorgeschichtlicher Zeitstellung. | D-6-6027-0096 |      |
| Schwebheim (Standort) | Bestattungsplatz mit verebneten Grabhügeln vorgeschichtlicher Zeitstellung. | D-6-6027-0097 |      |
| Schwebheim (Standort) | Bestattungsplatz mit Grabhügeln vorgeschichtlicher Zeitstellung. | D-6-6027-0098 |      |
| Schwebheim (Standort) | Bestattungsplatz mit verebneten Grabhügel vorgeschichtlicher Zeitstellung. | D-6-6027-0099 |      |
| Schwebheim (Standort) | Brandgräber der jüngeren römischen Kaiserzeit. | D-6-6027-0165 |      |
| Schwebheim (Standort) | Bestattungsplatz mit verebneten Grabhügeln vorgeschichtlicher Zeitstellung. | D-6-6027-0170 |      |
| Schwebheim (Standort) | Untertägige Teile der im Kern frühneuzeitlichen Evangelisch-Lutherischen Pfarrkirche in Schwebheim, Fundamente mittelalterlicher Vorgängerbauten sowie Körpergräber des Mittelalters und der Neuzeit. | D-6-6027-0204 |      |
| Schwebheim (Standort) | Untertägige Teile des frühneuzeitlichen Schlosses in Schwebheim und Fundamente spätmittelalterlicher Vorgängerbauten.                                                                                 | D-6-6027-0205 |      |